# Barranca de Metlac

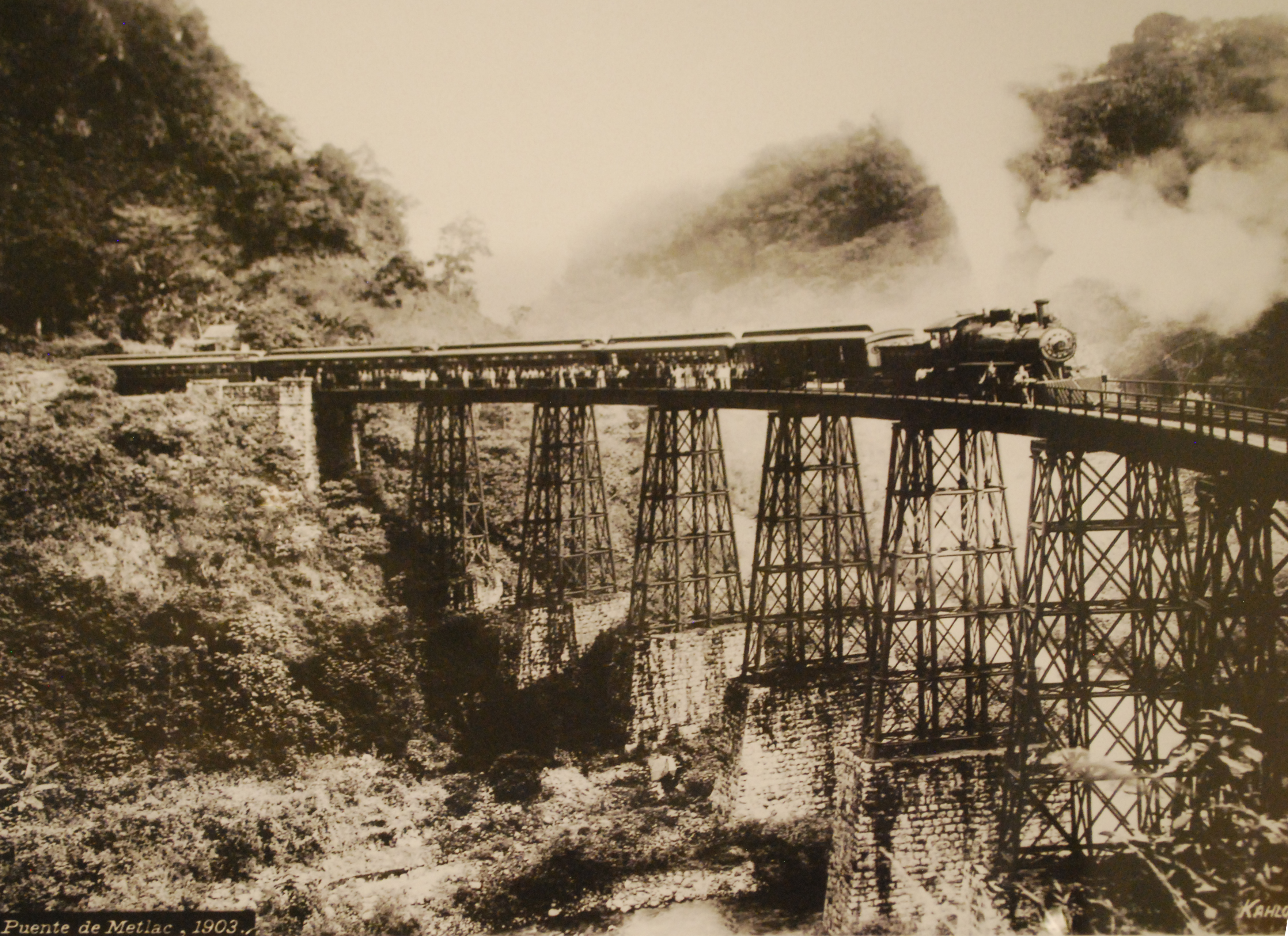
Guillermo Kahlo: Die Metlac-Brücke mit Zug, 1903

Barranca de Metlac ist ein durch den Río Metlac geformter Canyon in unmittelbarer Nähe der mexikanischen Stadt Fortín de las Flores im Bundesstaat Veracruz.
Der bis zu 115 Meter tiefe Canyon, dessen Wolkenwald Bäume mit bis zu 40 Metern Höhe beherbergt, wird von vier Brücken überspannt.
Zwei von ihnen sind Eisenbahnbrücken. Die ältere, bekannt als Puente de San Miguel, wurde 1873 erbaut, ist 135 Meter lang und etwa 600 Tonnen schwer. Sie ist ein Bestandteil der ersten Eisenbahnstrecke in der Geschichte Mexikos. Die neuere Eisenbahnbrücke, bekannt als Puente de Metlac, ist die höchste Eisenbahnbrücke in Nordamerika. Sie ist 131 Meter hoch und 90 Meter lang.